# استخوان آهیانه
استخوان‌های آهیانه (Parietal bones) به صورت یک جفت استخوان پهن و چهارگوش هستند که بخش عمدهٔ کاسهٔ سر را تشکیل می‌دهند. این استخوان‌ها قسمت‌های طرفی و سقف جمجمه را می‌سازد. این استخوان‌ها که با یکدیگر مفصل شده‌اند، در جلو با استخوان پیشانی و در عقب با استخوان پس‌سری، مفصل می‌گردند.  هر یک از استخوان‌های آهیانه دارای یک سطح بیرونی صاف و محدب و یک سطح درونی ناصاف و مقعر است و چهار زاویه و چهار کنار دارد.
قسمت قدامی فرق سر (کالواریا) توسط استخوان پیشانی به وجود می‌آید. دو استخوان آهیانه نیز در قسمت خلفی استخوان پیشانی قسمت عمده سقف فرق سر را می‌سازند. استخوان پس‌سری نیز قسمتی از خلف و کف خلفی فرق سر را به وجود می‌آورد.
استخوان‌های گیجگاهی در دو سوی سر دیواره‌های جانبی فرق سر را به وجود می‌آورند. استخوان‌های پرویزنی و پروانه‌ای نیز در ساختمان کف فرق سر شرکت دارند. مفاصل موجود بین این استخوان‌ها ثابت است و به درز موسوم می‌باشد.

## کالبدشناسی
استخوان‌های آهیانه (پریتال)، سقف و طرفین کاسه سر را می‌سازند. در نمای کناری، یک استخوان آهیانه و در نمای فوقانی هر دو استخوان آهیانه دیده می‌شود. هر استخوان آهیانه به شکل یک چهارگوش نامنظم است که دارای دو سطح بیرون‌سری و درون‌سری و چهار پهلوی فوقانی و تحتانی و قدامی و خلفی و چهار زاویه پیشانی، پروانه‌ای و پس‌سری و گیجگاهی است. استخوان آهیانه رابط بسیار خوبی بین دو استخوان پیشانی و پس‌سری است و به همین دلیل درزها و مرزهای مهمی را می‌سازد.

### نمای بیرون‌سری
نمای بیرون‌سری (خارجی) استخوان آهیانه دارای ویژگی‌های زیر است:
۱. خطوط گیجگاهی: در وسط هریک از استخوان‌های آهیانه سر، دو خط خمیده وجود دارد که خطوط گیجگاهی بالایی و پایینی نامیده می‌شوند. خط گیجگاهی بالایی پیوندگاه نیام (فاسیای) ماهیچه گیجگاهی به استخوان آهیانه است و خط پایینی، حد فوقانی خاستگاه ماهیچه گیجگاهی است.
۲. برآمدگی آهیانه‌ای: یک برآمدگی روی استخوان آهیانه که نزدیک به مرکز است اما چون در حالت کلی جمجمه به طرف بیرون تحدب دارد علی‌رغم وجود این برجستگی در اکثریت افراد چندان واضح نیست و پس از لمس سطح استخوان حس می‌شود.
۳. سوراخ آهیانه‌ای: بیشتر نزدیک به کناره فوقانی است و از نمای فوقانی بهتر دیده می‌شود این سوراخ تقریباً رو به عقب قرار داشته و وضعیت ثابتی ندارد و همچنین محل عبور برخی از شاخه‌های سیاهرگی مربوط به سینوس مغزی پیکانی (سهمی، ساجیتال) فوقانی است.

### نمای درون‌سری
نمای درون‌سری (داخلی) استخوان آهیانه مقعر است. بخش درونی آهیانه شیارهایی برای جا گرفتن برآمدگی‌های مغزی و همچنین شیارهای متعددی برای جا دادن سرخرگ شامه‌ای (مننژی) میانی دارد. این سرخرگ از زاویه پروانه‌ای (اسفنوئیدال) و از بخش‌های مرکزی و پسین (خلفی) مرز صدفی Squamous به بالا و عقب می‌رود.
در سطح درون‌سری آهیانه آثاری از عبور رگ‌ها و چین و شکنج‌های مغزی وجود دارد. در این سطح ناودان کم‌عمقی به نام شیار مربوط به عبور سینوس پیکانی sagittal sinus فوقانی وجود دارد. دانه‌های عنکبوتی arachnoid granulations که در تخلیهٔ مایع مغزی-نخاعی نقش دارند نیز در این سطح دیده می‌شوند.
در نزدیکی شیارهای درون آهیانه، چندین فرورفتگی دیده می‌شود که در جمجمه افراد سالمند بهتر پیداست. این ناحیه که فرورفتگی‌های پاکیونی Pacchionian depressions نام دارد به عنوان محل جایگیری گرانول‌های عنکبوتی عمل می‌کند.

### درزها
مفصل‌های موجود بین استخوان‌های سر ثابت‌اند و به آن‌ها درز (سوچور) گفته می‌شود. درز بین استخوان پیشانی و دو استخوان آهیانه را درز تاجی (کورونال) گویند. درز موجود بین دو استخوان آهیانه که درزی پیشین-پسین (قدامی-خلفی) است، درز پیکانی (سهمی، ساجیتال) نامیده می‌شود. درز بین دو استخوان آهیانه و استخوان پس‌سری نیز به درز لامی (لامبدوئیدال) موسوم است. 
در کنار این سه درز اصلی درزهای دیگر پیرامونی استخوان آهیانه از این قرارند:
درز صدفی Squamosal که بین هریک از استخوان‌های آهیانه و بخش‌های صدفی دو استخوان گیجگاهی در دو طرف سر قرار دارند.
درز پروانه‌ای‌آهیانه‌ای Sphenoparietal: درزی است بین استخوان پروانه‌ای و آهیانه و یکی از درزهایی است که بالک جمجمه را می‌سازد.
درز آهیانه‌ای‌پستانکی Parietomastoid  که زاویه پستانکی استخوان آهیانه را به بخش پستانکی استخوان گیجگاهی پیوند می‌دهد.
محل تقاطع درزها با یکدیگر مَلاج (فونتانل) نام دارد. به محل برخورد درز پیکانی با درز تاجی، ملاج پیشین (قُدامی) یا نوک سر Bregma  و به محل برخورد درز پیکانی با درز لامی، ملاج پسین (خَلفی) یا لام Lambda  می‌گوییم. بالَک Pterion  نیز نام برخوردگاه سه استخوان پیشانی، آهیانه و گیجگاهی در سر است.
در نمای بیرون‌سری هم برخوردگاه درزها وجود دارند اما در کالبدشناسی، ملاج‌های پیشین و پسین از همه مهم‌ترند. اهمیت خاص استخوان آهیانه در ساخت ملاج‌های اصلی سر ما است.

### پهلوها
1. پهلوی قدامی: که با استخوان پیشانی (فرونتال) مفصل می‌شود و به عبارتی نیمی از درز تاجی را می‌سازد.
2. پهلوی فوقانی: با استخوان آهیانه طرف مقابل مفصل می‌شود و درز پیکانی را با هم می‌سازند.
3. پهلوی خلفی: با استخوان پس‌سری مفصل شده ونیمی از درز لامی را می‌سازد.
4. پهلوی تحتانی: با استخوان گیجگاهی مفصل می‌شود. بی‌نظم‌ترین و پردندانه‌ترین پهلو (ضلع)، پهلوی تحتانی است که حالت مقعر دارد و از جلو به عقب در تماس با بال بزرگ پروانه‌ای و صدف گیجگاهی و پستانکی (ماستوئید) می‌باشد.

برای تعیین موقعیت استخوان‌های آهیانه باید توجه داشت که پهلوی تحتانی پردندانه‌ترین پهلو است.

### زاویه‌ها
1. زاویهٔ قدامی–فوقانی یا پیشانی: که در تماس با استخوان پیشانی است و محل برخورد درزهای پیکانی و تاجی می‌باشد.
2. زاویه خلفی–فوقانی یا پس‌سری: محل برخورد درز لامی و پیکانی است.
3. زاویه قدامی–تحتانی یا پروانه‌ای: که در تماس با بال استخوان پروانه‌ای است.
4. زاویهٔ خلفی–تحتانی یا پستانکی.